# Gősfa
Gősfa è un comune dell'Ungheria di 335 abitanti (dati 2008). È situato nella contea di Zala.